# Ciclismo ai Giochi della XXIX Olimpiade - BMX femminile
Le prove di BMX femminile dei Giochi della XXIX Olimpiade furono corse dal 20 al 22 agosto al Laoshan BMX Field di Pechino, in Cina. La medaglia d'oro fu vinta dalla francese Anne-Caroline Chausson.
Fu la prima gara olimpica nella storia della specialità e vi presero parte sedici atlete in rappresentanza di tredici nazioni.

## Programma
La gara si svolse presso il Laoshan Bicycle Moto Cross (BMX) Venue mercoledì 20 e venerdì 22 agosto 2008, secondo il seguente calendario:
| Data | Inizio* | Fine* | Evento    | Prova                    |
| --- | ------- | ----- | --------- | ------------------------ |
| Mercoledì 20 agosto | 09:45   | 10:09 | BMX Donne | Prova a tempo 1ª manche  |
| Mercoledì 20 agosto | 11:00   | 11:24 | BMX Donne | Prova a tempo 2ª manche  |
| Venerdì 22 agosto** | 09:00   | 09:08 | BMX Donne | Semifinale 1ª manche     |
| Venerdì 22 agosto** | 09:30   | 09:38 | BMX Donne | Semifinale 2ª manche     |
| Venerdì 22 agosto** | 10:00   | 10:08 | BMX Donne | Semifinale 3ª manche     |
| Venerdì 22 agosto** | 10:30   | 10:35 | BMX Donne | Finale                   |
| Venerdì 22 agosto** | 11:00   | 11:08 | BMX Donne | Cerimonia di premiazione |
| * Gli orari sono indicati secondo il fuso orario cinese, sei ore in anticipo rispetto all'ora italiana. ** In programma originariamente per giovedì 21, rimandate per pioggia. |         |       |           |                          |

## Qualificazione
La qualificazione, attribuita alla nazione e non a titolo individuale alle atlete, avvenne sulla base del ranking UCI e dei risultati dei Campionati del mondo di BMX 2008, più un posto ad invito riservato alla Tripartite Commission (CIO-ANOC-UCI).
Queste le nazioni qualificate:
| Evento                    | Piazzamento nella classifica per nazioni | Nazioni qualificate                       | Atlete per nazione |
| ------------------------- | ---------------------------------------- | ----------------------------------------- | ------------------ |
| Ranking UCI               | 1 - 4                                    | Francia Nuova Zelanda Australia Argentina | 2                  |
| Ranking UCI               | 5 - 8                                    | Rep. Ceca Stati Uniti Paesi Bassi Canada  | 1                  |
| Campionato del mondo 2008 | 1 - 3                                    | Regno Unito Danimarca Svizzera            | 1                  |
| Posto ad invito           |                                          | Cina                                      | 1                  |
| Ripescaggio               |                                          | Ungheria                                  | 1                  |
| Totale                    |                                          |                                           | 16                 |

La Nuova Zelanda, pur avendo diritto ad iscrivere due atlete, scelse di iscriverne una sola. Il posto vacante fu coperto con il ripescaggio dell'Ungheria, prima esclusa ai Campionati del mondo.

## Risultati
Il formato della gara prevedeva una prova cronometrata individuale, su due manche, in base alla quale le sedici atlete venivano raggruppati in due batterie di semifinale. Ciascuna batteria disputava tre manche con classifica generale stilata sommando i piazzamenti nelle singole manche. Le quattro migliori classificate di ciascun gruppo accedono alla finale disputata in una sola manche.

### Prima fase (prova cronometrata individuale)
Nota: DNF ritirato
| Pos. | Atleta                 | Manche | Manche | Miglior tempo |
| Pos. | Atleta                 | 1ª     | 2ª     | Miglior tempo |
| ---- | ---------------------- | ------ | ------ | ------------- |
| 1    | Anne-Caroline Chausson | 36"660 | 43"174 | 36"660        |
| 2    | Shanaze Reade          | 59"330 | 36"882 | 36"882        |
| 3    | Laëtitia Le Corguillé  | 37"606 | 37"145 | 37"145        |
| 4    | Sarah Walker           | 37"187 | 37"549 | 37"187        |
| 5    | Gabriela Diaz          | 37"590 | 38"927 | 37"590        |
| 6    | Nicole Callisto        | 38"260 | 37"717 | 37"717        |
| 7    | Jill Kintner           | 39"031 | 37"913 | 37"913        |
| 8    | Jana Horakova          | 39"213 | 38"077 | 38"077        |
| 9    | Jenny Fähndrich        | 39"152 | 38"209 | 38"209        |
| 10   | Tanya Bailey           | 38"621 | 38"285 | 38"285        |
| 11   | Lieke Klaus            | 38"709 | 38"808 | 38"709        |
| 12   | Amanda Sørensen        | 39"183 | 38"719 | 38"719        |
| 13   | Samantha Cools         | 39"813 | 39"137 | 39"137        |
| 14   | Maria Belen Dutto      | 40"423 | 40"193 | 40"193        |
| 15   | Aniko Hodi             | 43"137 | 41"772 | 41"772        |
| 16   | Liyun Ma               | 42"563 | 42"015 | 42"015        |

### Semifinali
| Gruppo 1 | Gruppo 1               | Gruppo 1 | Gruppo 1 | Gruppo 1 | Gruppo 1 | Gruppo 1 |
| Pos.     | Atleta                 | Manche   | Manche   | Manche   | Totale   |          |
| Pos.     | Atleta                 | 1ª       | 2ª       | 3ª       | Totale   |          |
| -------- | ---------------------- | -------- | -------- | -------- | -------- | -------- |
| 1        | Anne-Caroline Chausson | 1        | 1        | 2        | 4        |          |
| 2        | Sarah Walker           | 2        | 3        | 1        | 6        |          |
| 3        | Gabriela Diaz          | 3        | 2        | 8        | 13       |          |
| 4        | Samantha Cools         | 6        | 5        | 3        | 14       |          |
| 5        | Jana Horakova          | 5        | 4        | 7        | 16       |          |
| 6        | Jenny Fahndrich        | 4        | 7        | 6        | 17       |          |
| 7        | Liyun Ma               | 7        | 6        | 5        | 18       |          |
| 8        | Amanda Sørensen        | 8        | 8        | 4        | 20       |          |

| Gruppo 2 | Gruppo 2              | Gruppo 2 | Gruppo 2 | Gruppo 2 | Gruppo 2 | Gruppo 2 |
| Pos.     | Atleta                | Manche   | Manche   | Manche   | Totale   |          |
| Pos.     | Atleta                | 1ª       | 2ª       | 3ª       | Totale   |          |
| -------- | --------------------- | -------- | -------- | -------- | -------- | -------- |
| 1        | Laëtitia Le Corguillé | 1        | 1        | 2        | 4        |          |
| 2        | Jill Kintner          | 3        | 3        | 3        | 9        |          |
| 3        | Shanaze Reade         | 7        | 2        | 1        | 10       |          |
| 4        | Nicole Callisto       | 2        | 6        | 4        | 12       |          |
| 5        | Lieke Klaus           | 4        | 4        | 5        | 13       |          |
| 6        | Aniko Hodi            | 6        | 5        | 7        | 18       |          |
| 7        | Maria Belen Dutto     | 5        | 7        | 8        | 20       |          |
| 8        | Tanya Bailey          | 8        | 8        | 6        | 22       |          |

### Finale
| Pos. | Atleta                 | Tempo    |
| ---- | ---------------------- | -------- |
| 1    | Anne-Caroline Chausson | 35"976   |
| 2    | Laëtitia Le Corguillé  | 38"042   |
| 3    | Jill Kintner           | 38"674   |
| 4    | Sarah Walker           | 38"805   |
| 5    | Gabriela Diaz          | 39"747   |
| 6    | Nicole Callisto        | 1'19"609 |
| DNF  | Samantha Cools         | -        |
| DSQ  | Shanaze Reade          | -        |